# Gai Ao
Gai Ao (chinesisch 蓋敖, Pinyin Gài Áo; * 11. Januar 1995) ist eine ehemalige chinesische Tennisspielerin.

## Karriere
Gai spielte hauptsächlich Turniere auf der ITF Women’s World Tennis Tour, wo sie je zwei Titel im Einzel und Doppel gewinnen konnte.

## Turniersiege

### Einzel
| Nr. | Datum            | Turnier             | Kategorie   | Belag     | Finalgegnerin | Ergebnis       |
| --- | ---------------- | ------------------- | ----------- | --------- | ------------- | -------------- |
| 1.  | 16. Februar 2014 | Scharm asch-Schaich | ITF $10.000 | Hartplatz | Karin Kennel  | 5:7, 7:64, 6:2 |
| 2.  | 8. April 2018    | Nanjing             | ITF $15.000 | Hartplatz | You Xiaodi    | 3:6, 6:4, 6:0  |

### Doppel
| Nr. | Datum           | Turnier             | Kategorie   | Belag     | Partnerin     | Finalgegnerinnen                  | Ergebnis         |
| --- | --------------- | ------------------- | ----------- | --------- | ------------- | --------------------------------- | ---------------- |
| 1.  | 25. Mai 2013    | Antalya             | ITF $10.000 | Hartplatz | Sultan Gonen  | Andrea Benitez Carla Forte        | 3:6, 7:5, [10:6] |
| 2.  | 8. Februar 2014 | Scharm asch-Schaich | ITF $10.000 | Hartplatz | Natasha Palha | Dagmara Baskova Janneke Wikkerink | 6:4, 6:1         |